# Diapetimorpha brunnea
Diapetimorpha brunnea là một loài tò vò trong họ Ichneumonidae.